# Patinação artística nos Jogos Olímpicos de Inverno de 1948 - Duplas
A competição de duplas da patinação artística nos Jogos Olímpicos de Inverno de 1948 foi disputado entre 15 duplas.

## Medalhistas
| Ouro   | BEL Micheline Lannoy / Pierre Baugniet    |
| Prata  | HUN Andrea Kékesy / Ede Király            |
| Bronze | CAN Suzanne Morrow / Wallace Diestelmeyer |

## Resultados
| #                 | Nome                                        | País               | Pontos | Pos.  |
| ----------------- | ------------------------------------------- | ------------------ | ------ | ----- |
| Medalha de ouro   | Micheline Lannoy / Pierre Baugniet          | BEL Bélgica        | 11.227 | 17.5  |
| Medalha de prata  | Andrea Kékesy / Ede Király                  | HUN Hungria        | 11.109 | 26    |
| Medalha de bronze | Suzanne Morrow / Wallace Diestelmeyer       | CAN Canadá         | 11.000 | 31    |
| 4                 | Yvonne Sherman / Robert Swenning            | USA Estados Unidos | 10.581 | 53    |
| 5                 | Winifred Silverthorne / Dennis Silverthorne | GBR Grã-Bretanha   | 10.572 | 53    |
| 6                 | Karol Kennedy / Peter Kennedy               | USA Estados Unidos | 10.536 | 59.5  |
| 7                 | Marianna Nagy / László Nagy                 | HUN Hungria        | 9.909  | 89    |
| 8                 | Jennifer Nicks / John Nicks                 | GBR Grã-Bretanha   | 9.700  | 98    |
| 9                 | Herta Ratzenhofer / Emil Ratzenhofer        | AUT Áustria        | 9.436  | 111.5 |
| 10                | Margot Walle / Allan Fjeldheim              | NOR Noruega        | 9.281  | 118.5 |
| 11                | Susanne Giebisch / Helmut Seibt             | AUT Áustria        | 9.290  | 117.5 |
| 12                | Luny Unold / Hans Kuster                    | SUI Suíça          | 9.281  | 120   |
| 13                | Grazia Barcellona / Carlo Fassi             | ITA Itália         | 9.263  | 121.5 |
| 14                | Denise Favart / Jacques Favart              | FRA França         | 8.700  | 139   |
| WD                | Blazena Knittlová / Karel Vosátka           | TCH Checoslováquia |        |       |

Legenda
| Recorde mundial      | Recorde mundial (World record)               |                       | Recorde africano                      | Recorde africano (African) |                                           | Q | Classificado por posição (Qualified) |
| Recorde olímpico     | Recorde olímpico (Olympic record)            | Recorde da América    | Recorde da América (Americas)         | q                          | Classificado por melhor tempo (Qualified) |   |                                      |
| Melhor marca do ano  | Melhor marca do ano (World leading)          | Recorde asiático      | Recorde asiático (Asian)              | DNS                        | Não largou (Did not start)                |   |                                      |
| Recorde nacional     | Recorde nacional (National record)           | Recorde europeu       | Recorde europeu (European)            | DNF                        | Não terminou (Did not finish)             |   |                                      |
| Recorde pessoal      | Recorde pessoal do atleta (Personal best)    | Recorde da Oceania    | Recorde da Oceania (Oceania)          | DSQ / DQ                   | Desclassificado (Disqualified)            |   |                                      |
| Recorde da temporada | Recorde da temporada do atleta (Season best) | Recorde sul-americano | Recorde sul-americano (South America) | NM                         | Sem marca (No mark)                       |   |                                      |